# Natalija Synyszyn
Natalija Synyszyn (ukr. Наталя Ігорівна Синишин, także Nataliya Sinişin ;ur. 3 lipca 1985) – ukraińska i od 2014 roku azerska zapaśniczka w stylu wolnym. Dwukrotna olimpijka. Brązowa medalistka z Rio de Janeiro 2016 w kategoria 53 kg.
Dwunasta w Pekinie 2008 w kategorii 55 kg. Dwukrotna brązowa medalistka mistrzostw świata, trzykrotna mistrzyni Europy.
Zdobyła dwa brązowe medale mistrzostw świata w 2006 i w 2007 roku w kategorii do 59 kilogramów. Pięciokrotna medalistka mistrzostw Starego Kontynentu. Trzecia na igrzyskach europejskich w 2015. Wicemistrzyni igrzysk Solidarności Islamskiej w 2017. Czwarta w Pucharze Świata w 2005 i 2006; piąta w 2015 roku.